# Savo Milošević
Savo Milošević (serbisch-kyrillisch Саво Милошевић; * 2. September 1973 in Bijeljina, SFR Jugoslawien) ist ein ehemaliger serbischer Fußballspieler und heutiger -trainer.

## Karriere
Er spielte von 1992 bis 1995 für FK Partizan Belgrad, dann bis 1998 bei Aston Villa. Anschließend wechselte er zu Real Saragossa, bei denen er bis 2000 unter Vertrag war. Weitere Spielerstationen waren 2000/01 der AC Parma, 2002 wiederum Real Saragossa, 2002/03 Espanyol Barcelona und 2003/04 Celta Vigo. Im Sommer 2004 wechselte er zu CA Osasuna. In seinem letzten Profijahr 2008 war er bei Rubin Kasan unter Vertrag und wurde russischer Meister, sein erster Titel nach 1996, als er englischer Liga-Pokal-Gewinner mit Aston Villa wurde.
Für die jugoslawische Fußballnationalmannschaft (ab 2003 serbisch-montenegrinische Fußballnationalmannschaft) debütierte Milošević am 23. Dezember 1994 in Porto Alegre im Spiel gegen Brasilien, das man mit 0:2 verlor. Bis heute ist Milošević Rekordspieler (101) und Rekordtorschütze (35) der jugoslawischen bzw. serbisch-montenegrinischen Fußballnationalmannschaft. Sein letztes Spiel für diese fand am 19. November 2008 gegen Bulgarien statt. In diesem Spiel verschoss er zwei Strafstöße und erzielte zwei Tore. (Endergebnis: 6:1).
Bei der Europameisterschaft 2000 in Belgien und den Niederlanden wurde Milošević mit fünf Toren zusammen mit Patrick Kluivert Torschützenkönig. Bei der WM 2006 war er Mannschaftskapitän der Nationalmannschaft.
Ende September 2023 übernahm er als Trainer die bosnische Fußballnationalmannschaft. Nach verpasster Qualifikation für die Europameisterschaft 2024 wurde er entlassen.
Anfang Oktober 2024 kehrte er zu FK Partizan Belgrad zurück und löste dort Nachfolger von Aleksandar Stanojević.

## Erfolge als Spieler
- Jugoslawischer Meister: 1992/93, 1993/94
- Jugoslawischer Pokalsieger: 1993/94
- Englischer Ligapokalsieger: 1995/96
- Russischer Meister: 2008
- Torschützenkönig in der jugoslawischen Liga: 1993/94, 1994/95
- EM-Torschützenkönig: 2000 (4 Einsätze/5 Tore)
- Wahl ins Allstar-Team der EM 2000
- WM-Teilnahme: 1998 (2 Einsätze), 2006 (3 Einsätze)

## Erfolge als Trainer
- Serbischer Pokalsieger: 2018/19